# Terre Selvagge (Terra di Mezzo)
Le Terre Selvagge (o Rhovanion in Sindarin) sono un grande territorio a nord-est della Terra di Mezzo, mondo fantasy creato dallo scrittore J. R. R. Tolkien.

## Geografia

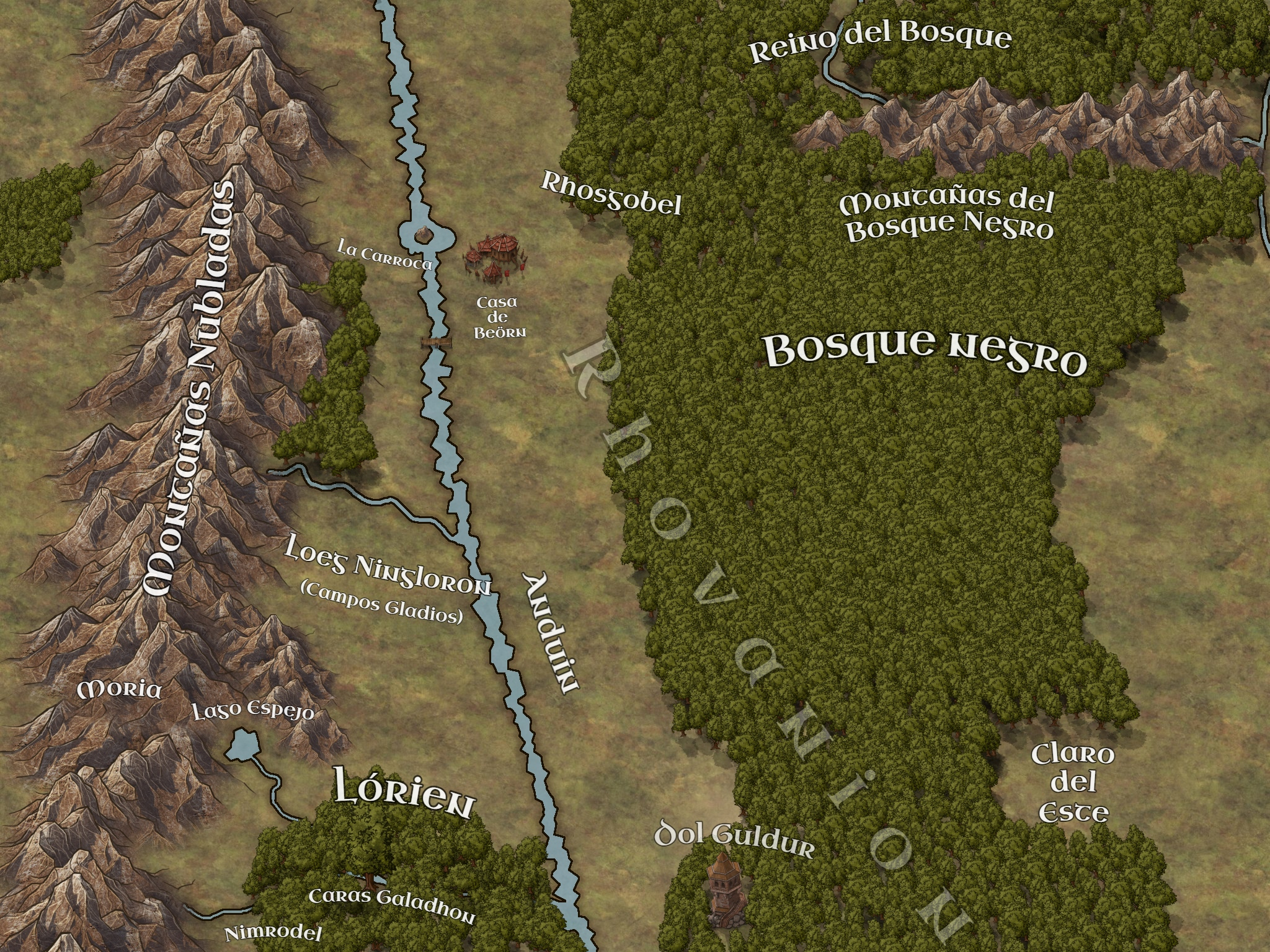
Mappa di posizione Rhovanion

Le Terre Selvagge sono ben distaccate dal resto della Terra di Mezzo: infatti a nord sono separate dal Deserto Settentrionale dalle Montagne Grigie, a ovest dal Grande Fiume (Anduin) e a sud sono scisse da Mordor dai Monti Cenere (Ered Lithui); soltanto tra esse e Rhûn non vi sono evidenti ostacoli geografici.
Gran parte delle Terre Selvagge sono ricoperte dal più grande polmone della Terra di Mezzo: Bosco Atro, ove regnano gli elfi guidati da Thranduil.
A nord, oltre il fiume Celduin (o Flutti) il bosco è abitato dai nani.
A sud si erge il picco di Dol Guldur, ove Sauron si rifugiò con le sue truppe e vi restò per quasi un'Era.
A sud di Bosco Atro dominano delle steppe desolate note come Terre Brune.
Nelle Terre Selvagge abitano molte razze: gli Elfi che vivono nel Bosco Atro (Sindar e Nandor), i Nani che dimorano nella Montagna Solitaria o Erebor, Uomini (i boscaioli e i Beorniani nei pressi delle Montagne Nebbiose e gli uomini della Valle a Dale e sul Lago Lungo). Sulle Montagne Grigie inoltre gli Orchi dimorarono per molto tempo, probabilmente fino ai primi anni della Quarta Era, insieme ad alcuni draghi.

## Storia

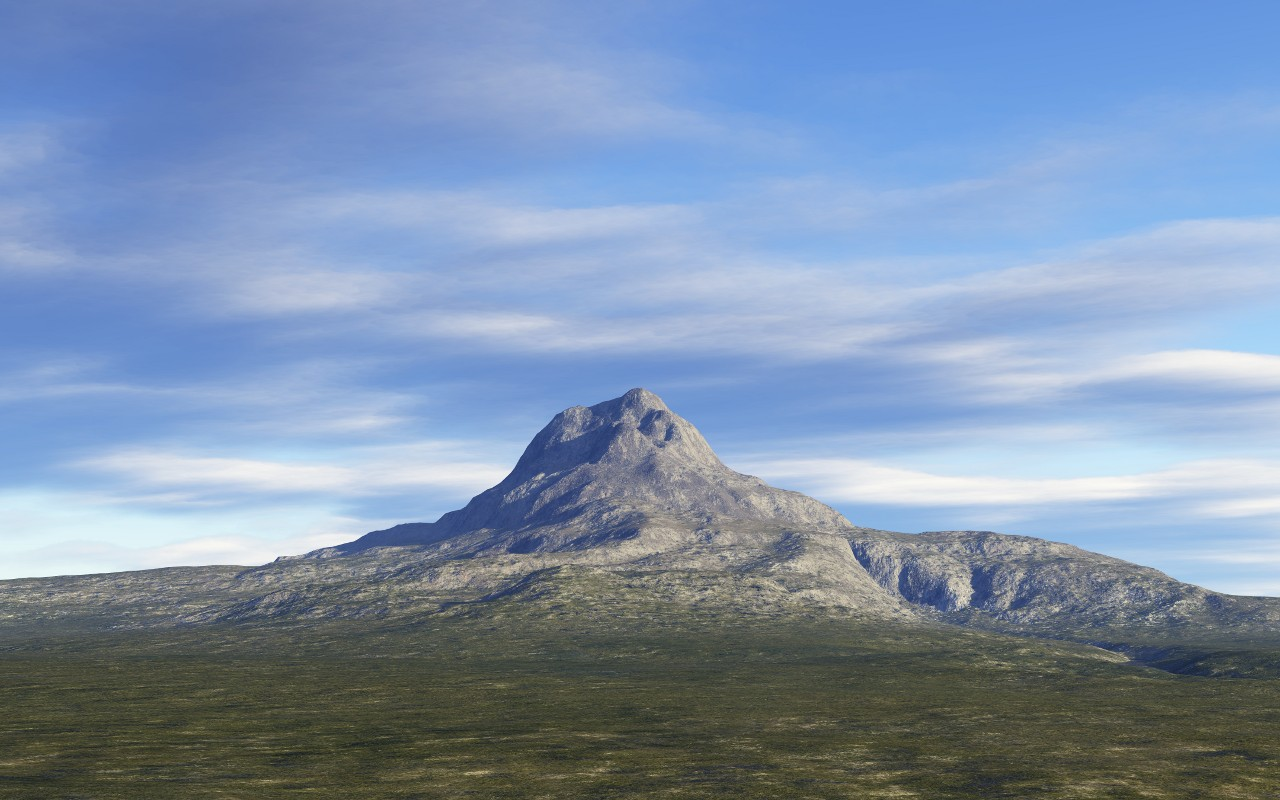
La Montagna Solitaria

Il Reame del Rhovanion è abitato dagli Uomini.
Fu fondato prima dell'anno 490 della Terza Era da un gruppo di uomini capitanati dal cosiddetto Principe del Rhovanion. Venne così definito Rhovanion la regione ad est del Bosco Atro e a sud di Dale e della Città del Lago. È possibile che Dale e la Città del Lago stesse facessero parte del Rhovanion prima della fondazione di Erebor da parte dei Nani di Thráin I il Vecchio, fuggito da Moria dopo l'avvento del Balrog.
Il Rhovanion combatté a fianco di Gondor contro gli Esterling di Rhûn, e, alla sconfitta di questi da parte dell'allora Re di Gondor Turambar approssimativamente nell'anno 550, il Rhovanion divenne ufficialmente un alleato di Gondor.
Durante l'anno 1248 Rómendacil II di Gondor chiese l'intervento del regno alleato durante una nuova guerra contro gli Esterling insediati lungo la costa del Mare di Rhûn. Al termine di questo ennesimo conflitto, Gondor assicurò nuovi territori al Reame del Rhovanion che raggiunse la sua massima espansione occupando tutta l'area ora denominata Terre Selvagge.
Il Re del Rhovanion all'epoca era Vidugavia, e il Principe Valacar di Gondor prestava servizio come capitano del suo esercito. Vidumavi, figlia di Vidugavia sposò Valacar, e il loro figlio Vinitharya divenne poi Re Eldacar di Gondor nel 1432. Il Regno di Eldacar fu segnato dalla guerra civile che venne chiamata Lotta delle Stirpi nel 1437.
Nel 1636 la Grande Pestilenza colpì pesantemente il Reame del Rhovanion, uccidendo più di metà della popolazione. Questo indebolì fortemente il regno tanto che nel 1851 gli Esterling lo invasero e lo occuparono per 43 anni. Nel 1899 il Rhovanion si rivoltò contro l'usurpatore e, anche grazie all'aiuto dell'alleato Gondor che attaccava da Ovest, riuscì a rendersi nuovamente indipendente, ma a costo di migliaia di vite. A questo punto molti sopravvissuti alla pestilenza ed alla guerra migrarono a sud verso Gondor o, dopo la fondazione di Erebor nel 1999, a nord, in direzione di Dale e della Città del Lago.
All'incirca attorno al 2460 Sauron si insediò a Dol Guldur nella zona sud del Bosco Atro, ma la sua vera identità restò ignota ancora per molti anni. L'area divenne così molto pericolosa ed il Reame si svuotò di quel che rimaneva della sua popolazione.
Approssimativamente nel 2510 un nuovo esercito di Esterling invase nuovamente e, questa volta definitivamente, il Rhovanion.

## Nei libri
Le Terre Selvagge appaiono di sfuggita ne Il Signore degli Anelli, mentre sono assai importanti ne Lo Hobbit: Ivi infatti si recarono Bilbo Baggins e la sua compagnia di tredici nani durante le loro avventure. Anche ne Il Silmarillion le Terre Selvagge sono importanti, ma certamente non quanto lo sono ne Lo Hobbit.